# Édouard Boldoduc
Édouard Boldoduc, né le 5 mars 1823 à Abscon (Nord) et mort le 3 avril 1902 à Lille est un dessinateur de presse, illustrateur et graveur français.

## Biographie
Il est formé au dessin à l'école académique de Douai. Son premier emploi de 1843 à 1853, est de produire des dessins et de graver des cartes et plans chez Félix Robaut à Douai. Il travaille les années suivantes à Lille, associé dans l'imprimerie Boldoduc frères dont il devient en 1871 le seul propriétaire.
Sa production se spécialise dans l'éditions de gravures populaires et feuilles de chansons vendues par des colporteurs. L'imprimerie obtient un succès avec l'édition du Recueil de Chansons et pasquilles  lilloises d'Alexandre Desrousseaux, le créateur du P'tit Quinquin, dont Boldoduc réalise les illustrations. Il travaille avec plusieurs journaux régionaux dont Le Diable Rose. Édouard Boldoduc reste un artiste graphique qui s'investit uniquement dans la culture du Nord de la France et plus particulièrement lilloise.

## Œuvres

Œuvres d’Édouard Boldoduc
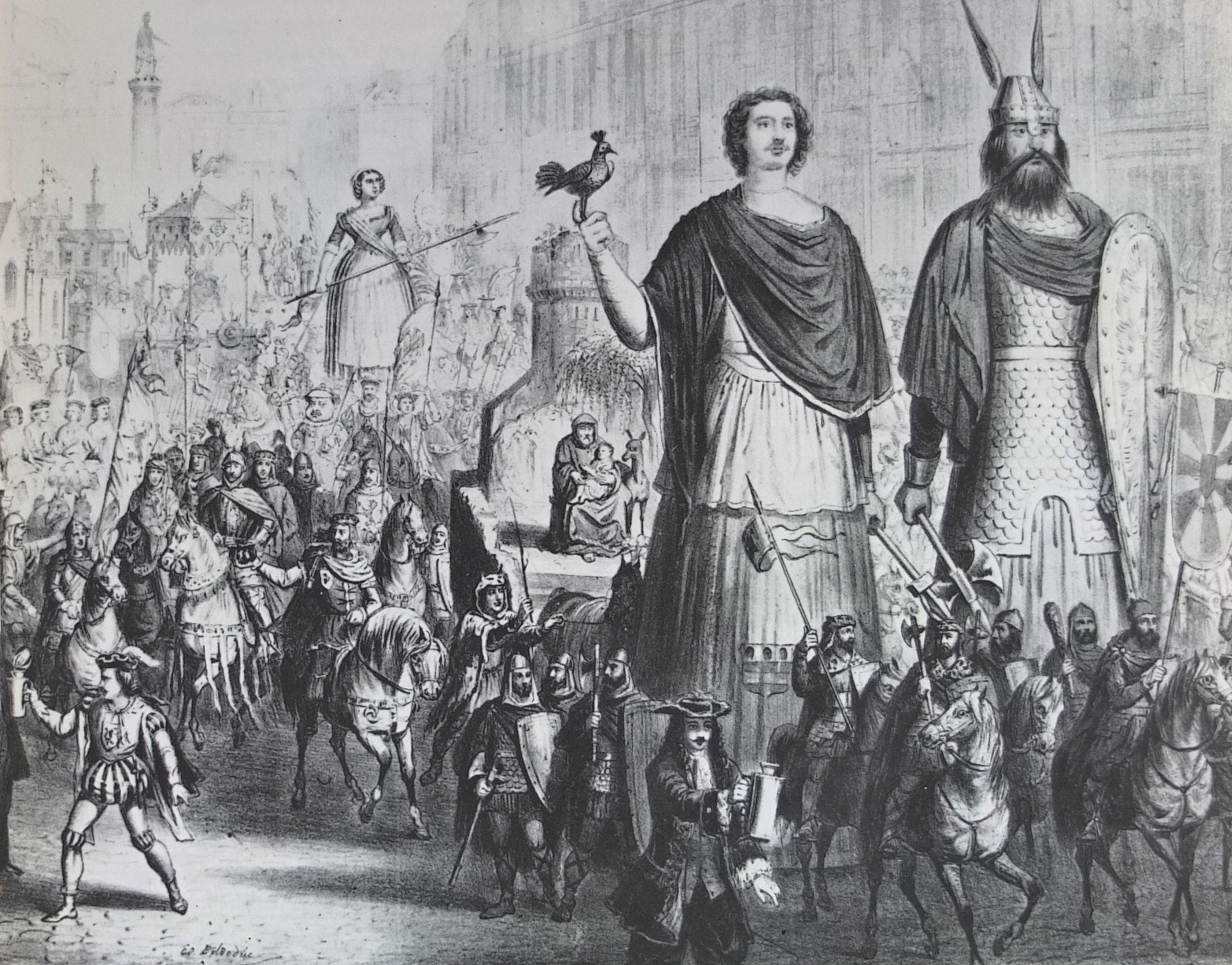
Défilé des Géants de Lille en 1858, dessin et gravure de Boldoduc.
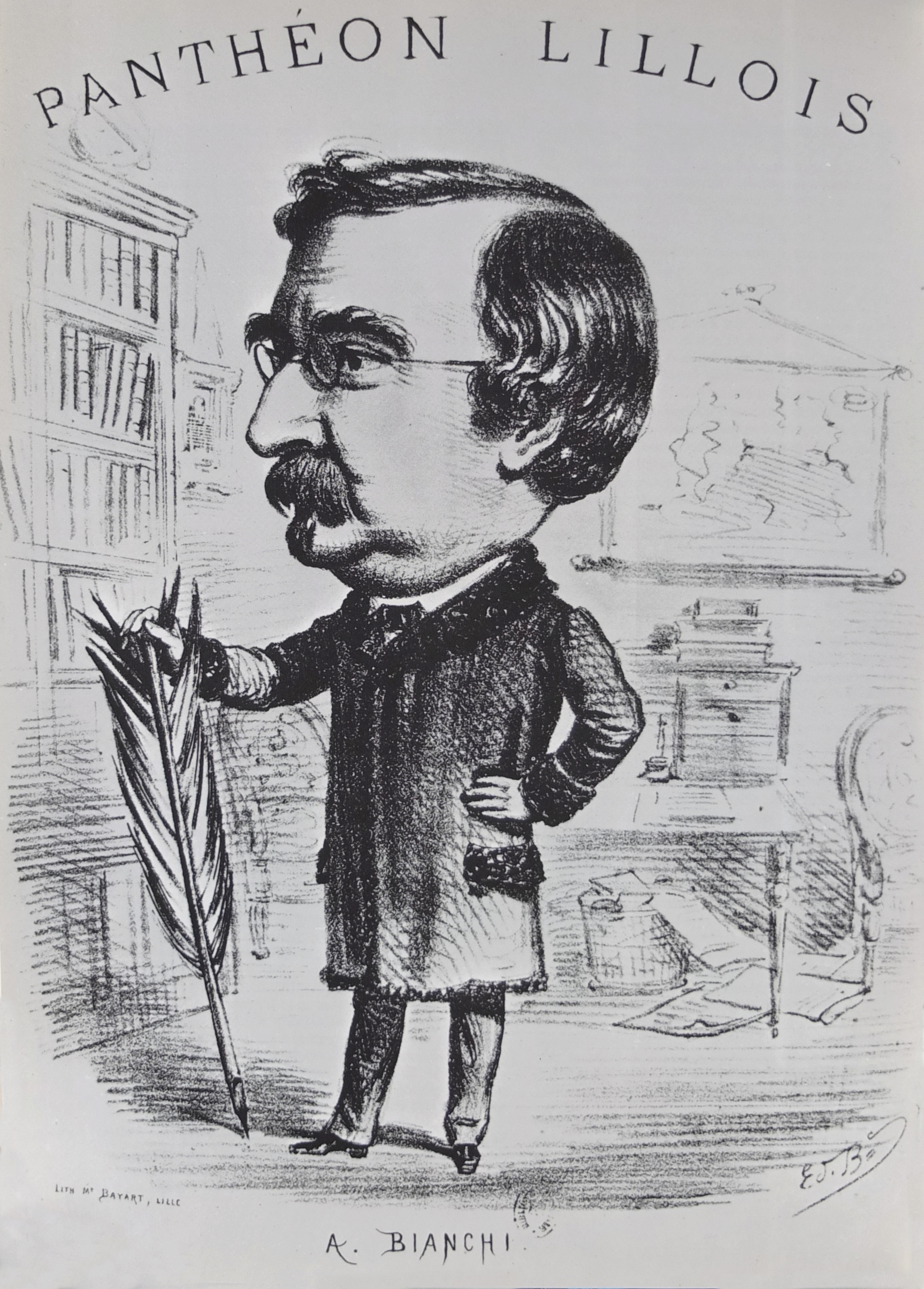
Alphonse Alexandre Bianchi (1816-1871), militant socialiste nordiste.
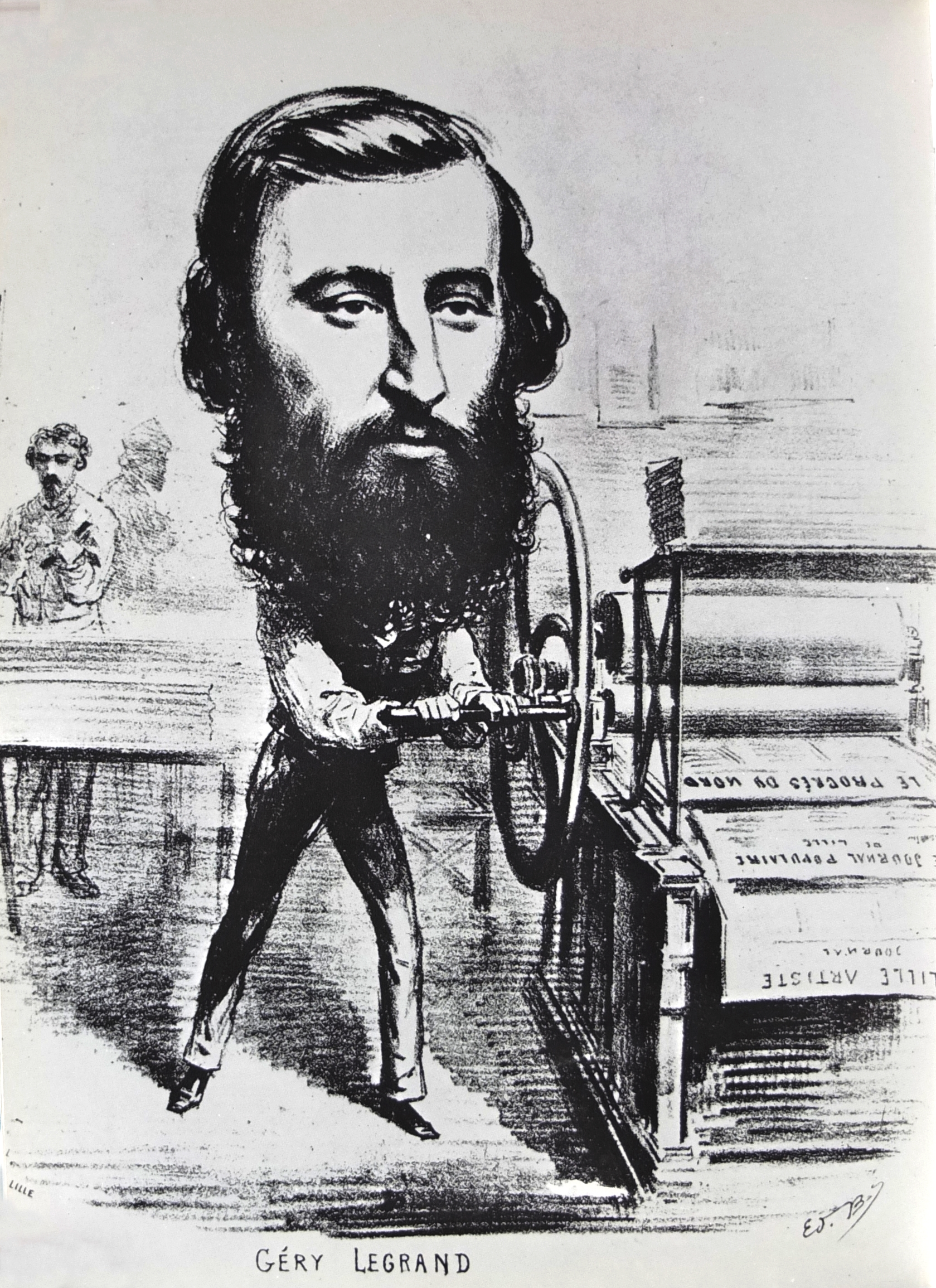
Géry Legrand.
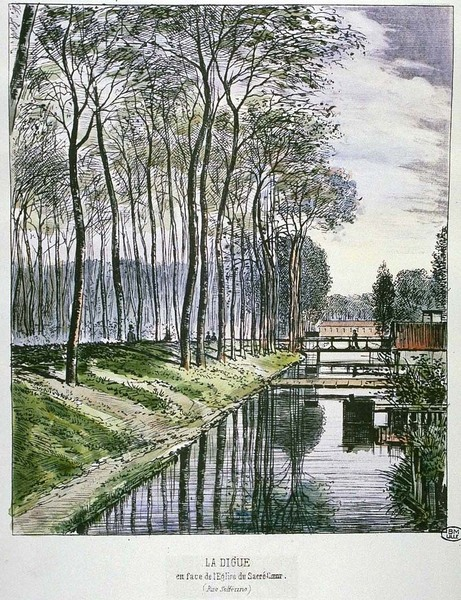
La Digue à Lille, lithographie.